# AD Vasco da Gama
AD Vasco da Gama is een Braziliaanse voetbalclub uit Rio Branco in de staat Acre.

## Geschiedenis
De club werd opgericht in 1952 en werd genoemd naar de beroemde club CR Vasco da Gama uit Rio de Janeiro. De club nam ook dezelfde clubkleuren over. De club begon al in het eerste seizoen in de hoogste klasse van het Campeonato Acreano en speelde daar tot 1977 en werd in 1965 kampioen. Na een paar jaar onderbreking keerde de club terug van 1980 tot 1991 en daarna opnieuw van 1994 tot 2010. In deze periode werden opnieuw twee staatstitels aan het palmares toegevoegd. In 2000 en 2002 nam de club ook deel aan de Copa Norte, maar werd telkens in de eerste ronde uitgeschakeld. Sinds 2014 speelt de club opnieuw in de hoogste klasse. 

## Erelijst
Campeonato Acreano
1965, 1999, 2001